# Saygın Ersin
Saygın Ersin (ur. w 1975 r. w Manisie) – turecki pisarz fantastyki. Zajmuje się przede wszystkim literaturą science-fiction oraz historyczną. Jego najnowsze dzieło, Basza smaku, zostało przetłumaczone na polski i wydane w maju 2018 roku przez Wydawnictwo SQN. Powieść opowiada o mistrzu smaku, który dzięki swojej kuchni doprowadził do zmian w Imperium Osmańskim w XVII wieku.

## Życiorys
Urodził się w 1975 roku. Po ukończeniu liceum zaczął studia socjologiczne na Orta Doğu Teknik Üniversitesi (Politechnice Bliskiego Wschodu). Po krótkotrwałej pracy jako dziennikarz zaczął karierę pisarską. Obecnie mieszka w Izmirze.
W kwietniu 2016 roku wydał książkę Basza smaku, która została przetłumaczona na język angielski i polski.

## Dzieła
- Zülfikarın Hükmü, İstanbul, Karakutu Yayınları, 2005
- Erbain Fırtınası, İstanbul, Karakutu Yayınları, 2006
- Emekli Polisler Lokali, İstanbul, Karakutu Yayınları, 2007
- Derin İmparatorluk, İstanbul, Altın Kitaplar, 2007, ISBN 978-975-21-0896-7
- Basza smaku (org. Pir-i Lezzet), Kraków, Wydawnictwo SQN, 2018, ISBN 978-83-65836-41-0